# Turecko na Letních olympijských hrách 1960
Turecko se účastnilo Letní olympiády 1960 v italském Římě. Zastupovalo ho 49 sportovců (46 mužů a 3 ženy) v 6 sportech.

## Medailisté
| Medaile | Jméno              | Sport | Soutěž                     |
| ------- | ------------------ | ----- | -------------------------- |
| Zlato   | Müzahir Sille      | Zápas | muži řecko-římský do 62 kg |
| Zlato   | Mithat Bayrak      | Zápas | muži řecko-římský do 73 kg |
| Zlato   | Tevfik Kış         | Zápas | muži řecko-římský do 87 kg |
| Zlato   | Ahmet Bilek        | Zápas | muži volný styl do 52 kg   |
| Zlato   | Mustafa Dağıstanlı | Zápas | muži volný styl do 62 kg   |
| Zlato   | Hasan Güngör       | Zápas | muži volný styl do 79 kg   |
| Zlato   | İsmet Atlı         | Zápas | muži volný styl do 87 kg   |
| Stříbro | İsmail Ogan        | Zápas | muži volný styl do 73 kg   |
| Stříbro | Hamit Kaplan       | Zápas | muži volný styl nad 87 kg  |